# Алчан (село)
Алча́н — село в Пожарском районе Приморского края. Входит в состав Федосьевского сельского поселения.

## География
Село Алчан стоит на левом берегу реки Бикин. Река Алчан впадает в Бикин справа, примерно в 10 км ниже села Алчан.
Дорога к селу Алчан идёт на восток от автотрассы «Уссури» в 22 километрах к северу от административного центра — посёлка Лучегорск, расстояние до Лучегорска около 24 км.
До административного центра сельского поселения села Федосьевка (на юг по автотрассе) около 16 км. Расстояние от перекрёстка к селу Алчан до административной границы с Хабаровским краем около 3 км.

## Население
| 2002 | 2005 | 2010 |
| ---- | ---- | ---- |
| 45   | ↘39  | ↘24  |

## Улицы
В селе имеются две улицы: Железнодорожная и Речная. 

## Инфраструктура
Станция Алчан Дальневосточной железной дороги.